# SAZAS letna lestvica slovenskih skladb 2000
SAZAS letna lestvica najbolj predvajanih slovenskih skladb 2000, ki vključuje le domače izvajalce za dve TOP 50 lestvici: reparticijski razred 100 (nacionalni radio) in razred 110 (komercialne postaje).

## Kategorija
Celotna lestvica obeh kategorij obsega Top 50 slovenskih skladb leta 2000.
| Mesto | Naslov                 | Izvajalec                       |
| ----- | ---------------------- | ------------------------------- |
| 1     | "Ko bo prišel"         | Tinkara Kovač                   |
| 2     | "Vzemi mojo dlan"      | Karmen Stavec                   |
| 3     | "Ostani še minuto"     | Rok 'n' Band                    |
| 4     | "Vzemi vse"            | Kingston                        |
| 5     | "Ti si se bal"         | Lara Baruca                     |
| 6     | "Reci da si nora name" | California                      |
| 7     | "Lunanai"              | Siddharta                       |
| 8     | "Bog te živi"          | Alfi Nipič in njegovi muzikanti |
| 9     | "Pot v X"              | Siddharta                       |
| 10    | "Ljubezni najin čas"   | Rok 'n' Band ft. Anika Horvat   |

| Mesto | Naslov                   | Izvajalec     |
| ----- | ------------------------ | ------------- |
| 1     | "Ti si sreča moja"       | Helena Blagne |
| 2     | "Ko bo prišel"           | Tinkara Kovač |
| 3     | "Pot v X"                | Siddharta     |
| 4     | "Preveč je lepih deklet" | Mambo Kings   |
| 5     | "Vzemi vse"              | Kingston      |
| 6     | "Nika"                   | Rock'n'Band   |
| 7     | "Vzemi mojo dlan"        | Karmen Stavec |
| 8     | "Tri prste tekile"       | Kingston      |
| 9     | "Zelena dežela"          | Victory       |
| 10    | "Stara barka"            | California    |